# Оби, Кристиан
Кристиан Оби (англ. Christian Obi; 2 января 1967 — 23 августа 2024, Окигве) — нигерийский футболист, вратарь. Участник летних Олимпийских игр 1988 года.

## Биография
Кристиан Оби родился 2 января 1967 года.
С 1985 года по 1991 год в выступал в Чемпионате Нигерии, в клубе  «Юлиус Бергер».
В 1985 году в составе молодёжной сборной Нигерии до 20 лет участвовал в Чемпионате мира среди молодёжных команд, который проходил в СССР. Нигерия стала обладателем бронзовых наград турнира, обыграв в матче за третье место СССР (0:0 основное время и 3:1 по пенальти). Оби сыграл в двух играх на турнире.
В составе национальной сборной Нигерии выступал с 1987 года по 1989 год, проведя в её составе 1 игру.
В сентябре 1988 года главный тренер олимпийской сборной Нигерии Манфред Хонер вызвал Кристиана на летние Олимпийские игры в Сеуле. В команде он получил 12 номер. В своей группе нигерийцы заняли последнее, четвёртое, место, уступив Югославии, Австралии и Бразилии. Оби сыграл в двух играх на турнире.
В составе мини-футбольной команды Нигерии участвовал в чемпионате мира 1992 в Гонконге. Нигерийцы проиграли все три матча на групповом этапе и покинули турнир. Кристиан Оби принял участие во всех трёх играх.

### Гибель
Оби погиб в дорожно-транспортном происшествии в Окигве 23 августа 2024 года в возрасте 57 лет.